# Фонтан Же-До
Фонтан Же-До (фр. Jet d'eau de Genève, (по-французски буквально "Струя воды Женевы"), во многих источниках[каких?] на других языках, в том числе и на русском, — без перевода: Jet d’Eau, Же д’О) — фонтан на Женевском озере в Женеве (Швейцария), важная достопримечательность города и один из самых больших фонтанов в мире. Фонтан по конструкции является искусственным электрическим водомётом.
Высота фонтана составляет 147 м. Скорость потока — 500 литров в секунду, потребляемая мощность каждого из 2-х насосов, работающих от сети с напряжением 2400 В, — 500 кВт. Скорость струи составляет 200 км/ч. Насосы носят названия гор вокруг Женевы: Салев и Юра.
Белый цвет его водного ствола и шлейфа  обусловлен особой формой  сопла (диаметром 16 см), которое сразу обильно наполняет воду, выбрасываемую из него, пузырьками воздуха.
Масса воды, находящейся одномоментно во взвешенном состоянии в воздухе,  составляет около 8  тонн , а каждой капле требуется около 16 секунд после выхода из сопла, чтобы упасть обратно в озеро.
Мощность подсветки фонтана: 9000 Вт.
Количество прожекторов: 12 штук с металлогалогенными лампами.
Инженером, ответственным за проект (проектирование и строительство), являлся Оскар Херцог, будущий дедушка знаменитого альпиниста Мориса Эрцога.
Высота водомета Женевы не может быть увеличена из-за городского расположения фонтана.

## История
Первоначальный фонтан,  высотой всего в пару десятков метров, служил предохранительным клапаном в функции уравнительного резервуара для линии напорной воды электростанции Forces Motrices de la Coulouvrenière, построенной в 1885 году, которую женевские ювелиры использовали для работы своих машин. В результате гасились нежелательные пики во время перерывов в работе и сбрасывалось избыточное давление.
В 1891 году, в год 600-летия создания Конфедерации, город Женева решил перенести фонтан ближе к центру города в качестве туристической достопримечательности и увеличить напор воды в нём. 
Первоначально, с 1891 года максимальная высота струи составляла 90 метров. На сегодняшнем месте фонтан установлен в 1951 году на насосной станции, находящейся в озере под ним, чтобы использовать воду не из водопровода, как это было раньше, а из самого озера.
С 2003 года фонтан работает ежедневно по особому графику: в зимние месяцы в дневное время, весной, осенью и летом до заката по будням и почти 
до полуночи в выходные и в праздники, в ноябре фонтан полностью отключен. 
Его выключают так же при очень сильном ветре и в морозы.

## Похожие конструкции
В Аарау, в 2005 году, аналогичный фонтан был установлен на южном берегу Ааре.
Фонтан Гамбург Альстер, который финансируется из частных источников и имеет среднюю высоту 60 метров, также вдохновлен Jet d'Eau (1986).
Подобный фонтан был введен в эксплуатацию в Галле-ан-дер-Заале в 1968 году.
Мемориал капитана Джеймса Кука в Канберре существует с 1970 года и включает в себя аналогичный женевскому фонтан.
Самым высоким искусственным водомётным фонтаном в мире является Фонтан короля Фахда в Саудовской Аравии построенный в 1985 году, его высота достигает 312 метров.

## Галерея

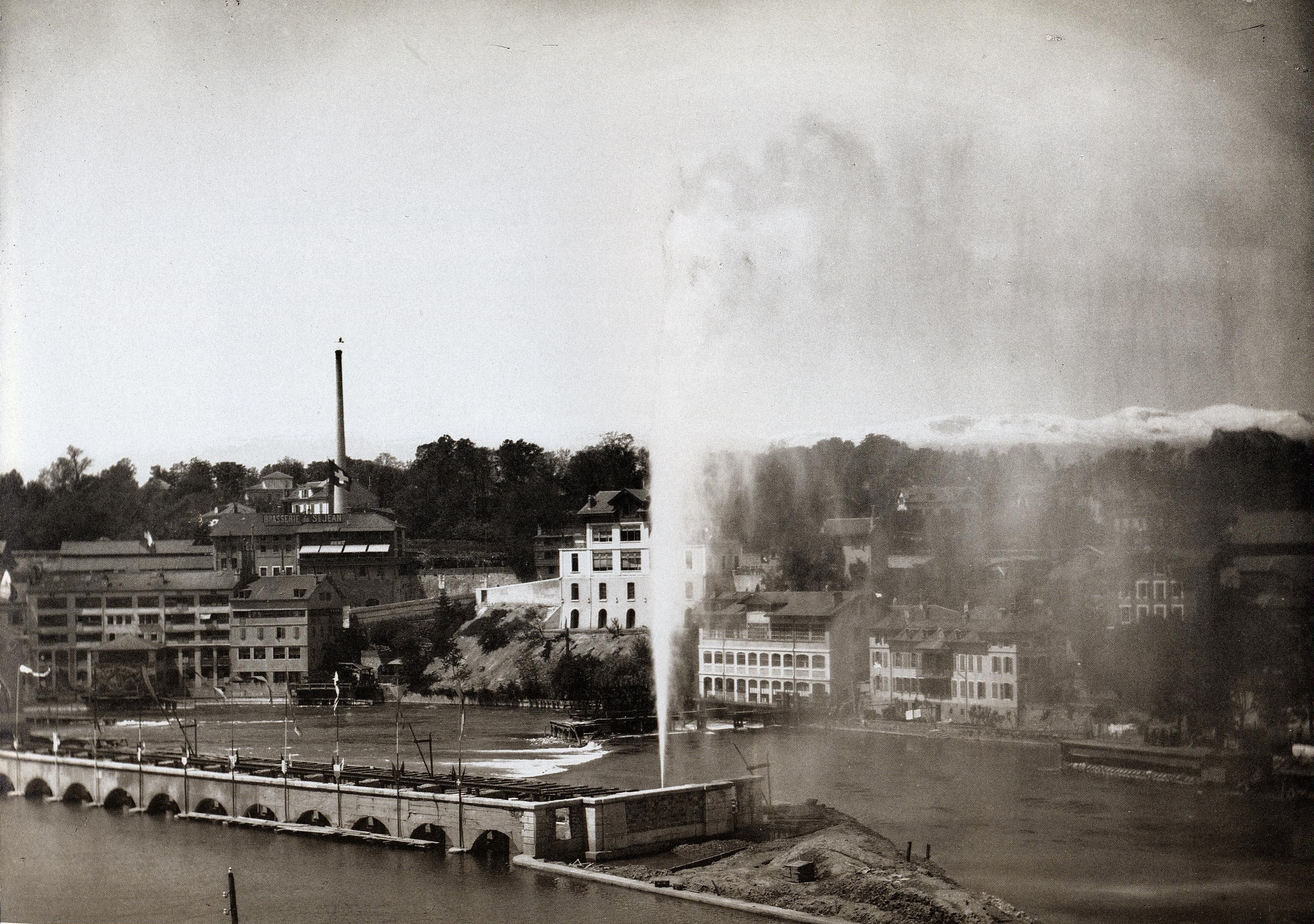
Первоначальная сбросовая струя у здания водопровода в 1886 году
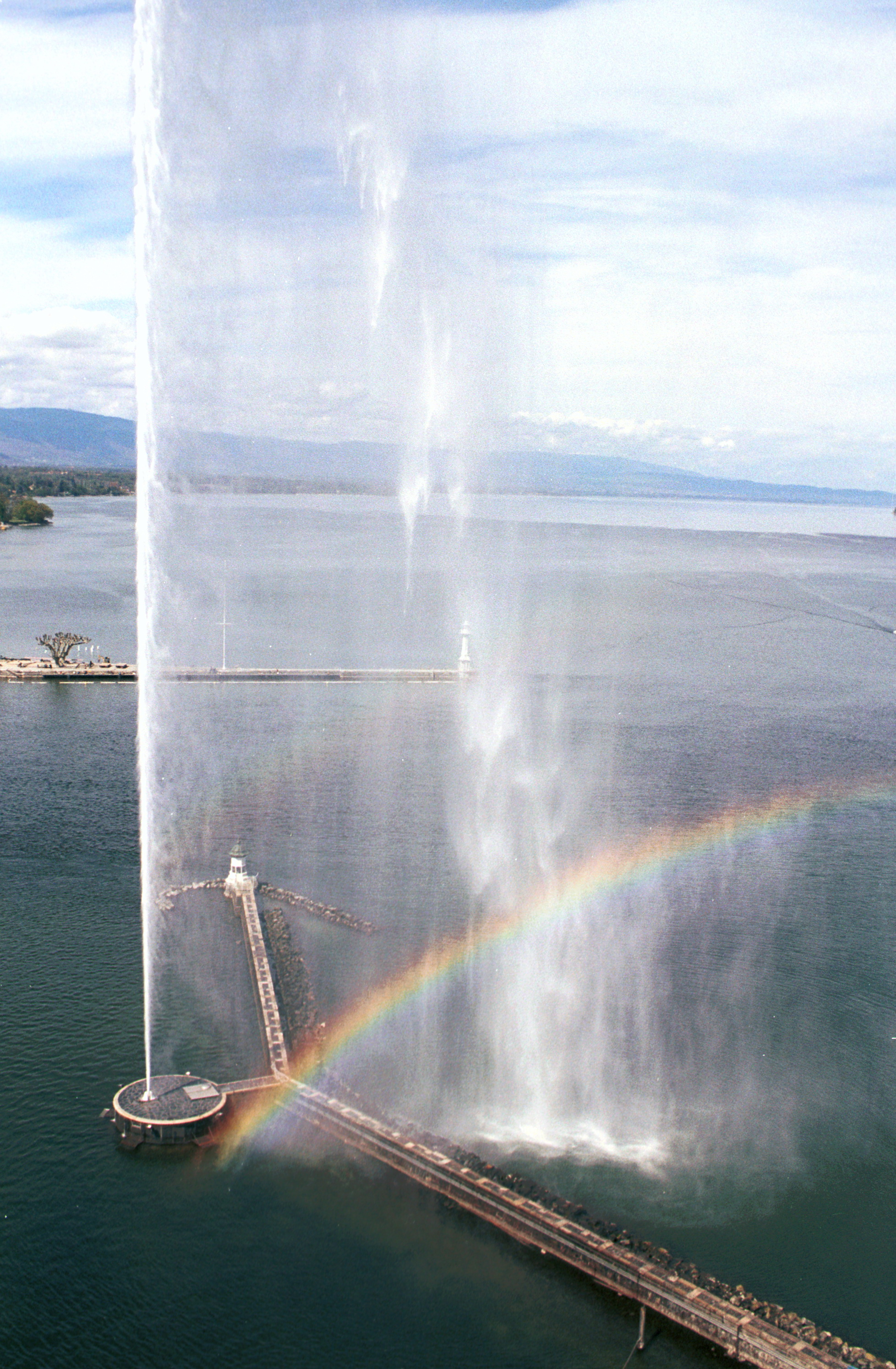
Радуга
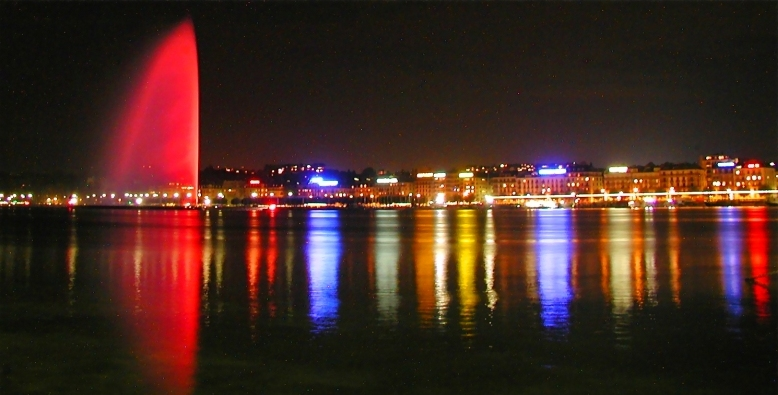
Подсветка фонтана
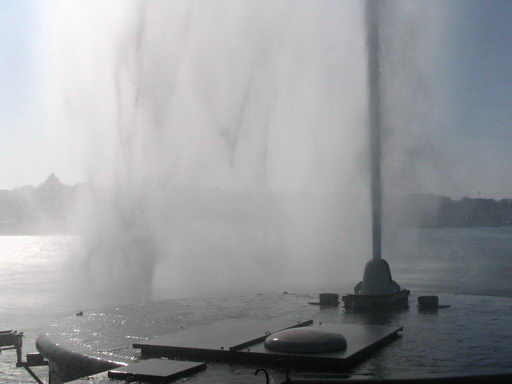
Вблизи фонтана
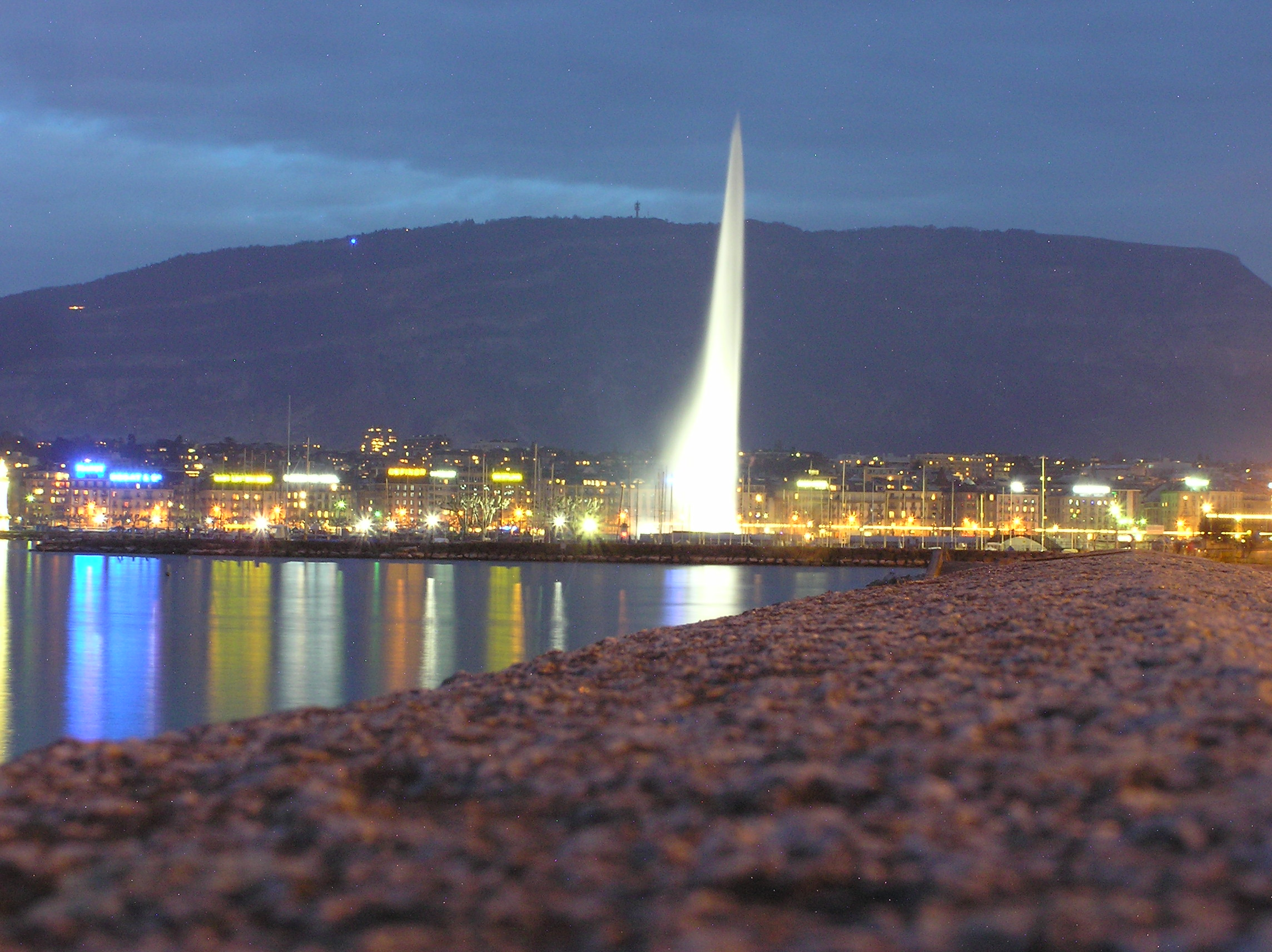
Фонтан в ночи
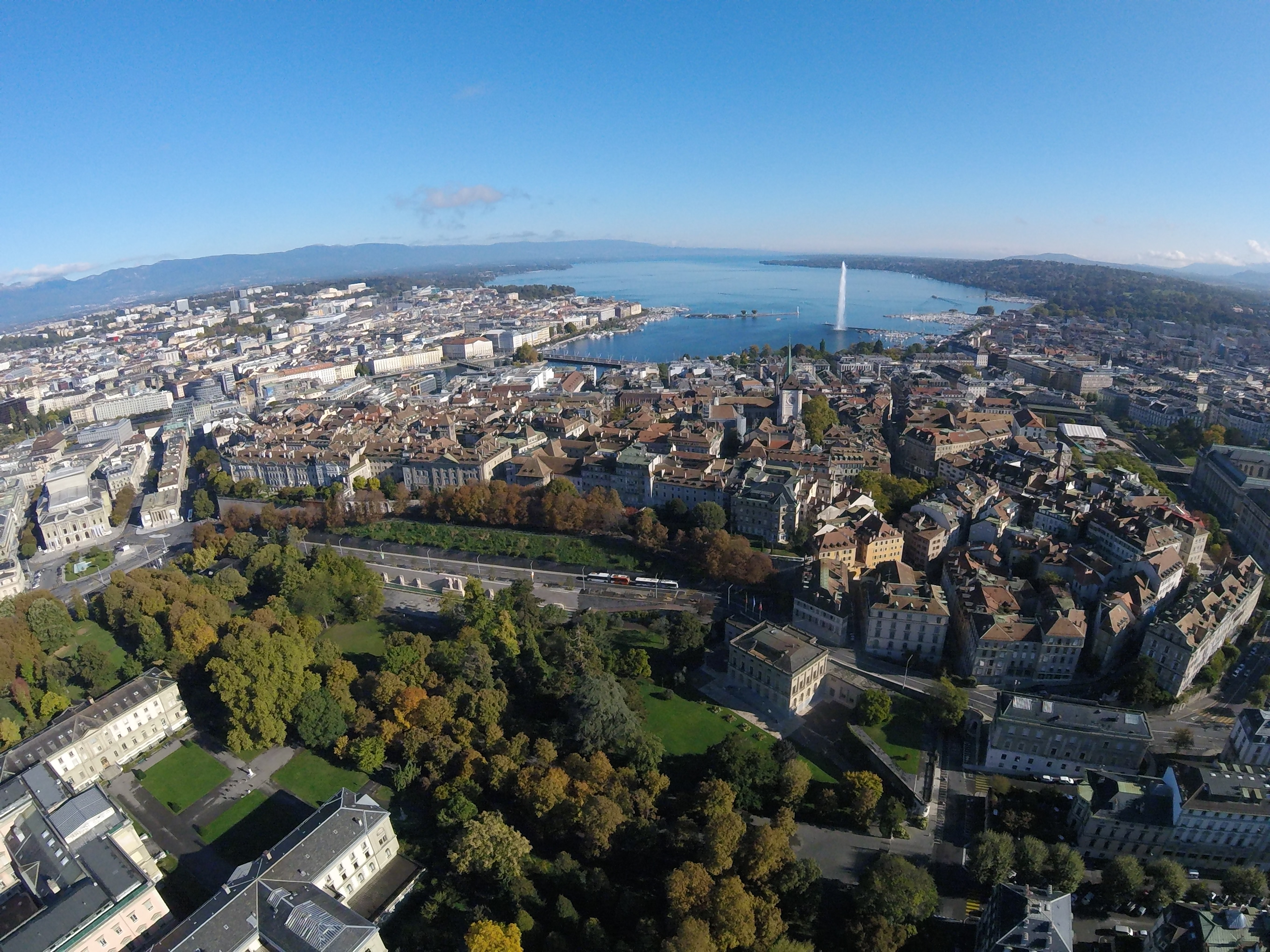
Женевский фонтан, аэроснимок